# Mujna
Mujna (węg. Székelymuzsna) – wieś w Rumunii, w okręgu Harghita, w gminie Dârjiu. W 2011 roku liczyła 383 mieszkańców.